# Rdzawka południowa
Rdzawka południowa (Turnagra capensis) – gatunek wymarłego ptaka z rodziny wilgowatych (Oriolidae), endemicznego dla nowozelandzkiej Wyspy Południowej oraz sąsiednich wysepek. To jeden z 58 gatunków nowozelandzkich ptaków, które wyginęły po tym, jak w XIII wieku ludzie przybyli na te wyspy.

## Systematyka
Wyróżnia się dwa podgatunki T. capensis:
- T. capensis capensis – Wyspa Południowa.
- T. capensis minor	– Stephens Island (na północ od Wyspy Południowej).

Za podgatunek rdzawki południowej bywała niekiedy uznawana rdzawka północna (Turnagra tanagra) z Wyspy Północnej, także wymarła.

## Morfologia
Długość ciała: 23–26 cm; masa ciała: około 130 g. Upierzenie głównie oliwkowobrązowe z rdzawymi skrzydłami i ogonem oraz biało-brązowym prążkowaniem na spodzie ciała. Tęczówka żółta, nogi długie, ciemnobrązowe. Samice były podobne do samców. Podgatunek minor był mniejszy od nominatywnego.

## Ekologia i zachowanie
Rdzawka południowa była ptakiem niepłochliwym, nie obawiającym się ludzi. Obserwowano, jak ptak ten żerował w podszycie lasów pierwotnych. Był wszystkożerny, żywił się owadami, robakami, owocami, pąkami, nasionami, liśćmi, a nawet wyrzuconymi odpadkami kuchennymi.
Jedyne informacje na temat rozrodu rdzawki południowej pochodzą z literatury wiktoriańskiej. Gniazdo mieściło się na wysokości 4–12 stóp nad ziemią (ok. 122 cm do 366 cm). Był to gatunek silnie terytorialny. Konstrukcja gniazda była mocna i zwięzła, z małymi gałązkami jako podparcie, między które powplatany był mech. Jaja białe i owalne, pokryte szarymi, czarnymi, brązowymi i fioletowawymi plamkami. Inkubacja odbywała się w grudniu.

## Status
IUCN uznaje rdzawkę południową za gatunek wymarły (EX, Extinct). W pierwszych latach osadnictwa europejskiego na Wyspie Południowej był to jeszcze ptak pospolity, ale jego liczebność zaczęła szybko spadać, zwłaszcza po 1870 roku. Rdzawka południowa była odławiana przez ludzi do niewoli, gdzie rozmnażała się do początku XX wieku. Ostatnie pewne stwierdzenie podgatunku nominatywnego pochodzi z 1905 roku. Być może mała populacja przeżyła, gdyż z późniejszych lat pochodzą niepotwierdzone stwierdzenia, m.in. w 1949 roku została zgłoszona obserwacja dwóch osobników w okolicy jeziora Hauroko, a w 1963 rzekomo obserwowano tego ptaka w zachodniej części regionu Otago. Główną przyczyną wymarcia było prawdopodobnie drapieżnictwo introdukowanych szczurów śniadych, w mniejszym stopniu także niszczenie siedlisk. Podgatunek T. capensis minor jeszcze w 1894 roku był liczny, ale do 1898 roku populacja została zdziesiątkowana przez introdukowane koty.